# Le Skieur de l'Everest
Pour plus de détails, voir Fiche technique et Distribution.
Le Skieur de l'Everest (The Man Who Skied Down Everest) est un film documentaire japonais réalisé par Bruce Nyznik et Lawrence Schiller en 1975.
Le film obtint l'Oscar du meilleur film documentaire.

## Synopsis
Le documentaire s'intéresse à Yūichirō Miura, un alpiniste japonais qui a descendu le mont Everest à ski en 1970.

## Fiche technique
- Titre : Le Skieur de l'Everest
- Titre original : The Man Who Skied Down Everest
- Réalisation : Bruce Nyznik
- Scénario : Judith Crawley d'après le journal de Yūichirō Miura
- Musique : Larry Crosley et Nexus
- Photographie : Mitsuji Kanau
- Montage : Bob Cooper et Millie Moore
- Production : F. R. Crawley
- Société de production : Crawley Films, Creative Films et Ishihara International
- Société de distribution : Specialty Films (États-Unis)
- Pays :  Canada,  Japon et  États-Unis
- Genre : Documentaire
- Durée : 85 minutes
- Dates de sortie : 
  -  Canada : 19 septembre 1975

## Distinctions
Le film a reçu l'Oscar du meilleur film documentaire.